# Vidit Gujrathi
Vidit Santosh Gujrathi (Nashik, 24 de outubro de 1994) é um grande mestre de xadrez indiano. Ele foi duas vezes medalhista de ouro nas Olimpíadas. Ele também é medalhista de prata nos Jogos Asiáticos. Gujrathi conquistou o título de grande mestre em janeiro de 2013, tornando-se o 30º jogador da Índia a conquistar esse título. Ele é o quarto jogador indiano a ultrapassar 2700 de rating. Ele se tornou o terceiro indiano a se classificar para o torneio de candidatos ao vencer o Grand Swiss 2023.

## Carreira

### Início da vida e carreira
Vidit Santosh Gujrathi nasceu em Nashik, filho de Santosh Gujrathi e Nikita Santosh Gujrathi. Ele fez seus primeiros estudos na Academia Fravashi e foi treinado em xadrez desde cedo. Em 2006, ele terminou em segundo lugar no Campeonato Asiático Juvenil na categoria Sub-12, recebendo assim o título de Mestre FIDE.
Em 2008, ele venceu o Campeonato Mundial Juvenil de Xadrez na categoria Aberto Sub-14, sendo o primeiro indiano a fazê-lo. Ele marcou 9 pontos de um total de 11 possíveis, garantindo sua norma final para se tornar um Mestre Internacional.
Ele terminou em 2º lugar na categoria Sub-16 do Campeonato Mundial Juvenil de Xadrez em 2009, empatando com o vencedor SP Sethuraman com 9 pontos. Ele deu o primeiro passo para se tornar um grande mestre em janeiro de 2010, ao atingir uma classificação de 2500.
No Campeonato Mundial Júnior de Xadrez em Chenai em 2011, realizado para jogadores Sub-20, Vidit terminou com 8 pontos em 11, ganhando assim sua primeira norma GM.
No Aberto Internacional de Nagpur em 2011, Vidit terminou com 8 pontos em 11, um ponto atrás do vencedor Ziaur Rahman. Ele ganhou sua segunda norma GM no torneio. Vidit atingiu sua norma final de GM aos 18 anos na oitava rodada do torneio de xadrez Rose Valley Kolkata Open Grandmasters em 2012, onde terminou em terceiro.
Em 2013, Vidit ganhou uma medalha de bronze no Campeonato Mundial Júnior de Xadrez na Turquia na categoria Júnior (Sub-20). Vidit terminou em terceiro no torneio de xadrez Hyderabad International Grandmasters em 2013, ganhando 150 mil rúpias. Ele ultrapassou a marca de 2600 de rating na atualização de janeiro de 2014.
O terceiro lugar de Vidit no Campeonato Asiático de Xadrez de 2015 o qualificou para a Copa do Mundo de Xadrez de 2015, em que foi eliminado na primeira rodada. Em 2017, ele empatou com a melhor pontuação de 7/9 no Dubai Open.

### 2018–presente
Vidit venceu o evento Challenger do Torneio de Xadrez Tata Steel de 2018 por um ponto, ficando invicto com uma pontuação de 9/13. Ele se classificou para o evento Masters para a edição de 2019 desse torneio, onde teve uma exibição respeitável de 7/13, incluindo uma vitória sobre o ex-campeão mundial Vladimir Kramnik.
De 22 a 26 de novembro de 2019, ele competiu no Tata Steel Rapid and Blitz como competidor convidado. Ele terminou empatado em oitavo lugar com seu compatriota Pentala Harikrishna. Ele jogou no Skilling Open, o primeiro evento do Champions Chess Tour 2021.
Ele foi o capitão da equipe indiana vencedora da medalha de ouro na Olimpíada de Xadrez Online de 2020.
Durante fevereiro e março de 2022, Vidit jogou no FIDE Grand Prix 2022. Na primeira etapa, ele empatou em segundo com Daniil Dubov com 3/6 no Grupo C. Na segunda etapa, ele terminou em segundo no Grupo C com um resultado de 3/6, terminando em 12º lugar com sete pontos.
Vidit se classificou para a Copa do Mundo de Xadrez de 2023 pelo rating, substituindo a campeã mundial feminina de xadrez Ju Wenjun. Ele chegou às oitavas de final, onde derrotou Ian Nepomniachtchi para avançar para as quartas de final na sua segunda Copa do Mundo consecutiva. Ele perdeu para Nijat Abasov nas quartas de final, perdendo a chance de se classificar para o Torneio de Candidatos.
Ele jogou no FIDE Grand Swiss Tournament 2023 de 25 de outubro a 5 de novembro de 2023. Ele perdeu na primeira rodada, mas venceu 7 dos 10 jogos seguintes para vencer o torneio com uma pontuação de 8½/11. Vidit se classificou para o Torneio de Candidatos de 2024 ao terminar entre os dois primeiros do Grand Swiss. A Federação de Xadrez da Índia anunciou uma assistência financeira de 20 milhões de rúpias para preparação de candidatos para Vidit, R Praggnanandhaa e R Vaishali.
Ele terminou em sexto no Torneio de Candidatos de 2024, derrotando Hikaru Nakamura em ambas as partidas.

## Resultados notáveis
- Vencedor do Gashimov Memorial 2023[25]
- Vencedor do Torneio FIDE Grand Swiss 2023[19]
- Medalhas de prata individuais e por equipe no Campeonato Mundial de Rápidas por Equipe 2023[26]
- Medalhas de prata individuais e de ouro por equipe na Copa Europeia de Xadrez por Clubes 2024
- Medalhas de prata individuais e de ouro por equipe na Copa Europeia de Xadrez por Clubes 2022
- Capitão da equipe indiana vencedora da medalha de ouro na Olimpíada de Xadrez Online de 2020[14]
- Vice-campeão do Masters do Festival de Xadrez de Praga de 2020
- Vencedor do Festival de Xadrez de Biel de 2019
- Vencedor do Tata Steel Challengers 2018